# Zeatină
Zeatina este un hormon vegetal, un tip de citokinină derivat de adenină, descoperită inițial în porumb.